# Stojanče Stoilov
Stojanče Stoilov (Skopje, 30 de abril de 1987) es un exjugador de balonmano macedonio que jugaba como pívot. Su último equipo fue el RK Vardar. Fue un componente de la selección de balonmano de Macedonia del Norte.
En febrero de 2016 protagonizó un escándalo, ya que tras negar un selfie a unos aficionados fue golpeado. Esto ocurrió a altas horas de la madrugada, sin entender el RK Vardar que hacia de fiesta.

## Palmarés

### Metalurg
- Liga de Macedonia de balonmano (2): 2008, 2010
- Copa de Macedonia de balonmano (2): 2007, 2010

### Vardar
- Liga de Campeones de la EHF (2): 2017, 2019
- Liga de Macedonia de balonmano (8): 2013, 2015, 2016, 2017, 2018, 2019, 2021, 2022
- Copa de Macedonia de balonmano (8): 2012, 2014, 2015, 2016, 2017, 2018, 2021, 2022
- Liga SEHA (5): 2012, 2014, 2017, 2018, 2019

## Clubes
- RK Metalurg Skopje (2006-2010)
- HC Odorheiu (2010-2011)
- RK Vardar (2011-2023)